# Todd Akin

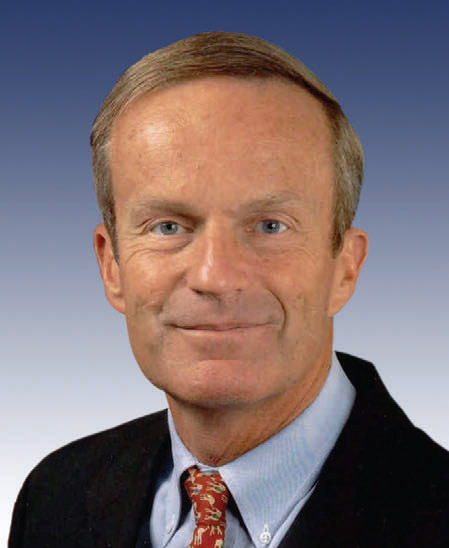
Todd Akin

William Todd Akin (* 5. Juli 1947 in New York City, New York; † 3. Oktober 2021 in Wildwood, Missouri) war ein US-amerikanischer Politiker der Republikanischen Partei; er galt als Vertreter der religiösen Rechten. 1988 wurde Akin erstmals für den 86. Wahldistrikt ins Repräsentantenhaus von Missouri gewählt, dem er bis 2001 angehörte. Von 2001 bis 2013 vertrat er den zweiten Sitz des Bundesstaats Missouri im US-Repräsentantenhaus. 2012 verlor er die Wahl zum US-Senat gegen die demokratische Mandatsinhaberin Claire McCaskill nach einer umstrittenen Stellungnahme zur Abtreibung.

## Familie, Ausbildung und Beruf
Todd Akin wurde 1947 in New York als ältester der vier Söhne von Paul Bigelow Akin und dessen Frau Nancy Perry (geb. Bigelow) in New York City geboren. Als die Familie nach St. Louis zog, besuchte Akin im dortigen Vorort Ladue eine private, nichtkonfessionelle Schule (John Burroughs School). Nach dem Schulabschluss ging er ans Worcester Polytechnic Institute in Worcester, Massachusetts, das er 1971 mit einem Bachelor of Science (BS) im Wirtschaftsingenieurwesen abschloss. Von 1972 bis 1980 diente Akin in der Missouri National Guard (US Army). Anschließend nahm er am Covenant Theological Seminary in St. Louis ein Zweitstudium auf. Das Bekenntnis von Westminster ist für Fakultätsmitglieder dieser Einrichtung, die der Presbyterian Church of America nahesteht, obligatorisch. Während dieses Studiums, das er 1984 mit dem Master of Divinity (MDiv) abschloss, wurde er Mitglied der Studentenverbindung (fraternity) Phi Gamma Delta.
Im Anschluss arbeitete er bei IBM und der Laclede Steel Company. Laclede Steel war im Jahre 1911 von seinem Urgroßvater Thomas Russell Akin (1867–1945) in Alton, Madison County, Illinois gegründet worden. Das Unternehmen wurde 2002 insolvent; 2003 wurde unter neuen Eigentümern und neuem Namen – Alton Steel Inc. – die Produktion wieder aufgenommen.
Akin heiratete 1975 Lulli Boe. Das Ehepaar hat vier Söhne und zwei Töchter.
Todd Akin starb Anfang Oktober 2021 im Alter von 74 Jahren an Krebs.

## Politische Laufbahn
Akins politische Karriere für die Republikaner fand von Beginn an Unterstützung in der Homeschooling-Bewegung, da er und seine Frau ihre Kinder zu Hause unterrichteten. Von 1988 bis 2001 saß er als Abgeordneter im Repräsentantenhaus von Missouri.
Bei der Wahl 2000 wurde er im zweiten Kongresswahlbezirk Missouris in das US-Repräsentantenhaus in Washington, D.C. gewählt, wo er am 3. Januar 2001 die Nachfolge von Jim Talent antrat. Dort war er Mitglied im Streitkräfteausschuss, im Haushaltsausschuss und im Ausschuss für Wissenschaft, Raumfahrt und Technologie sowie in insgesamt vier Unterausschüssen.
Im Mai 2011 gab Todd Akin bekannt, sich bei der Wahl zum US-Senat 2012 um den von der Demokratin Claire McCaskill gehaltenen Sitz bewerben zu wollen. Gegnerin in der Vorwahl seiner Partei war unter anderem Sarah Steelman, ehemalige Finanzministerin Missouris. McCaskill betrachtete Akin als ihren Wunschgegner und griff in die Vorwahl der Republikaner unter anderem durch Postwurfsendungen ein, die ihre Kampagne nur vordergründig unterstützten, eigentlich aber darauf angelegt waren, konservative Republikaner für Akin zu mobilisieren. Zusätzlich stach sie ihm Umfragedaten durch, um ihn gegenüber seinen Vorwahlgegnern zu unterstützen. Akin gewann die Vorwahl und trat daher im November 2012 gegen McCaskill an. Er verlor die Hauptwahl nach kontroversen gesellschaftspolitischen Stellungnahmen (siehe Kontroversen) deutlich.
Da Akin für den Senat kandidierte, trat er 2012 nicht mehr für die Wiederwahl im US-Repräsentantenhaus an. Sein Mandat endete mit der Vereidigung seiner Nachfolgerin, Ann Wagner, am 3. Januar 2013.

## Positionen und Kontroversen
Akin galt als einer der konservativsten Kongressabgeordneten und wurde von der religiösen Rechten und der Homeschooling-Bewegung unterstützt. Er war Mitglied des Republican Study Committee sowie des Tea Party Caucus, in dem sich die Anhänger der Tea-Party-Bewegung zusammengeschlossen haben.
Akin glaubte an den in konservativen Kreisen verbreiteten Mythos, dass die Pilgerväter zunächst in einer Art von Sozialismus gelebt hätten. Als das nicht funktioniert habe, hätten sie den Sozialismus als unbiblisch und als eine Art von Diebstahl verworfen und seien daher zum Kapitalismus gewechselt. Wie die Pilgerväter soll man Akins Ansicht nach die Bibel als „Blaupause“ für die gesamte Gesellschaft ansehen, nicht nur bei Belangen des persönlichen täglichen Lebens, sondern auch in der Wirtschaft, beim Unterricht und bei der Regierung.
Akin war strikter Abtreibungsgegner vom Zeitpunkt der Befruchtung an; deshalb wollte er die schwangerschaftsverhütende Pille danach verbieten lassen. Das galt für Akin selbst nach einer Vergewaltigung. Er behauptete in einem Interview während seines Senatswahlkampfs im August 2012, Schwangerschaften seien nach einer „regelrechten“ Vergewaltigung („legitimate rape“, was auch als „rechtmäßig“ missverstanden werden kann) sehr selten, denn der weibliche Körper habe in einem solchen Fall Wege, die Schwangerschaft zu unterbinden. Selbst wenn man davon ausgehe, dass das nicht funktioniere, solle zwar der Täter bestraft, nicht jedoch das aus der Tat entstehende Kind abgetrieben werden. Nachdem diese Aussage zu heftiger Kritik bis weit in die eigene Partei hinein geführt und ihn unvermittelt in ganz Amerika bekannt gemacht hatte, sagte er, er habe sich versprochen. Seine Bemerkung sei spontan entstanden und ändere nichts an seiner tiefen Empathie für vergewaltigte Frauen; zum medizinischen Aspekt äußerte er sich nicht mehr. Akin erregte so viel Aufsehen, dass Präsidentschaftskandidat Mitt Romney und Vizekandidat Paul Ryan kurz darauf klarstellen ließen, sie würden sich „Schwangerschaftsabbrüchen nach Vergewaltigungen nicht widersetzen“ und seien „mit Mr. Akins Äußerung nicht einverstanden“.
Kontroversen löste auch Akins offensive Betonung der Religion aus. So kritisierte er den Vorspann von NBC Sports zum U.S.-Open-Golfturnier 2011, weil dieser zwar mit Teilen des Pledge of Allegiance unterlegt war, die 1954 eingefügte Formel „under God“ aber weggelassen wurde. Akin meinte dazu: „Im Herzen des Liberalismus liegt wirklich ein Hass auf Gott und der Glaube, dass die Staatsgewalt Gott ersetzen soll.“ Nach Kritik einiger Geistlicher stellte sein Pressesprecher klar, Akin habe nur über die grundlegende Differenz zweier politischer Ideologien gesprochen und nicht über einzelne (links-)liberale Personen.